# السلمة (العدين)

تعديل مصدري - تعديل

السلمة محلة تابعة لقرية ذي خساع، التابعة لعزلة السارة بمديرية العدين إحدى مديريات محافظة إب في الجمهورية اليمنية، بلغ تعداد سكانها 26 حسب تعداد اليمن لعام 2004.